# VM i alpint skiløb 2009
Verdensmesterskaberne i alpint skiløb 2009 var det 40. VM i alpint skiløb arrangeret af FIS. Mesterskabet blev afviklet i Val d'Isère i Frankrig i perioden 3. – 15. februar 2009. Val d'Isère var VM-vært for første gang, og det franske skisportssted vandt værtskabet ved FIS-kongressen i Miami den 2. juni 2004. De øvrige ansøgere var Vail/Beaver Creek i USA, Garmisch-Partenkirchen i Tyskland og Schladming i Østrig. Garmisch-Partenkirchen og Schladming blev senere tildelt værtskaberne for henholdsvis VM 2011 og 2013.

## Medaljevindere

### Mænd
| Disciplin        | Guld               | Guld    | Sølv            | Sølv    | Bronze             | Bronze  |
| ---------------- | ------------------ | ------- | --------------- | ------- | ------------------ | ------- |
| Styrtløb         | John Kucera        | 2:07,01 | Didier Cuche    | 2:07,05 | Carlo Janka        | 2:07,18 |
| Super G          | Didier Cuche       | 1:19,41 | Peter Fill      | 1:20,40 | Aksel Lund Svindal | 1:20,43 |
| Superkombination | Aksel Lund Svindal | 2:23,00 | Julien Lizeroux | 2:23,90 | Natko Zrncic-Dim   | 2:24,58 |
| Storslalom       | Carlo Janka        | 2:18,82 | Benjamin Raich  | 2:19,53 | Ted Ligety         | 2:19,81 |
| Slalom           | Manfred Pranger    | 1:44,17 | Julien Lizeroux | 1:44,48 | Michael Janyk      | 1:45,70 |

### Kvinder
| Disciplin        | Guld           | Guld    | Sølv                  | Sølv    | Bronze             | Bronze  |
| ---------------- | -------------- | ------- | --------------------- | ------- | ------------------ | ------- |
| Styrtløb         | Lindsey Vonn   | 1:30,31 | Lara Gut              | 1:30,83 | Nadia Fanchini     | 1:30,88 |
| Super G          | Lindsey Vonn   | 1:20,73 | Marie Marchand-Arvier | 1:21,07 | Andrea Fischbacher | 1:21,13 |
| Superkombination | Kathrin Zettel | 2:20,13 | Lara Gut              | 2:20,69 | Elisabeth Görgl    | 2:21,01 |
| Storslalom       | Kathrin Hölzl  | 2:03,49 | Tina Maze             | 2:03,58 | Tanja Poutiainen   | 2:04,03 |
| Slalom           | Maria Riesch   | 1:51,80 | Sarka Zahrobska       | 1:52,57 | Tanja Poutiainen   | 1:52,89 |

### Hold
| Disciplin       | Guld   | Guld   | Sølv   | Sølv   | Bronze | Bronze |
| --------------- | ------ | ------ | ------ | ------ | ------ | ------ |
| Holdkonkurrence | Aflyst | Aflyst | Aflyst | Aflyst | Aflyst | Aflyst |

### Medaljetabel
| Plac. | Land      | Guld | Sølv | Bronze | Total |
| ----- | --------- | ---- | ---- | ------ | ----- |
| 1.    | Schweiz   | 2    | 3    | 1      | 6     |
| 2.    | Østrig    | 2    | 1    | 2      | 5     |
| 3.    | USA       | 2    | -    | 1      | 3     |
| 4.    | Tyskland  | 2    | -    | -      | 2     |
| 5.    | Norge     | 1    | -    | 1      | 2     |
|       | Canada    | 1    | -    | 1      | 2     |
| 7.    | Frankrig  | -    | 3    | -      | 3     |
| 8.    | Italien   | -    | 1    | 1      | 2     |
| 9.    | Slovenien | -    | 1    | -      | 1     |
|       | Tjekkiet  | -    | 1    | -      | 1     |
| 10.   | Finland   | -    | -    | 2      | 2     |
| 11.   | Kroatien  | -    | -    | 1      | 1     |